# Peter Forrest
Peter Richard Haddow Forrest (nacido en 1948) es un filósofo australiano.

## Juventud y educación
Forrest nació en 1948 en Liverpool, Inglaterra, y fue educado en Ampleforth College. Su trabajo de pregrado fue en Balliol College, Oxford, en matemáticas, y obtuvo un Doctorado en Filosofía (PhD) en matemáticas de la Universidad de Harvard. Después de mudarse a Australia obtuvo una Maestría en Filosofía en la Universidad de Tasmania, luego en 1984 un doctorado en la Universidad de Sydney, donde fue influenciado por los filósofos David Stove y David Armstrong. Fue profesor de Filosofía en la Universidad de Nueva Inglaterra de 1987 a 2010.

## Carrera académica
En la filosofía de la religión, los libros de Forrest God Without the Supernatural y Developmental Theism defienden una visión especulativa de Dios que se asemeja al teísmo tradicional al considerar a Dios como una entidad más allá del mundo, que tiene poderes creativos, pero también considera que Dios no viola las leyes naturales y evolucionar de un estado de puro poder a un estado de puro amor.
En la filosofía del tiempo, Forrest defiende la teoría del bloque creciente, según la cual el presente y el pasado son reales, pero no el futuro.
Es miembro de la Academia Australiana de Humanidades.
Está casado, con cuatro hijos.

## Libros
- 1986, The Dynamics of Belief: A Normative Logic, Oxford: Blackwell, ISBN 0631146199;
- 1988, Quantum Metaphysics, Oxford: Blackwell, ISBN 0631163719;
- 1996, God Without the Supernatural: A Defense of Scientific Theism, Ithaca, New York: Cornell University Press ISBN 978-1-876492-08-3;
- 2007, Developmental Theism: From Pure Will to Unbounded Love, Oxford: Clarendon Press, ISBN 9780199214587;
- 2012, The Necessary Structure of the All-Pervading Aether, Frankfurt: Ontos Verlag, ISBN 9783110325928.
- 2021, Intellectual, Humanist and Religious Commitment: Acts of Assent, London: Bloomsbury, ISBN 9781350097711